# Kravaře
Kravaře là một thị trấn thuộc huyện Opava, vùng Morava-Slezsko, Cộng hòa Séc.